# Бетті Челангат
Бетті Челангат (англ. Betty Chelangat, нар. 7 квітня 2003) — кенійська легкоатлетка, яка спеціалізується в бігу на довгі дистанції.

## Спортивні досягнення
Чемпіонка світу серед юніорів у бігу на 3000 метрів (2022).